# بنجامين كابلان
بنجامين كابلان (بالإنجليزية: Benjamin Kaplan) هو محامي وقاضي أمريكي، ولد في 11 أبريل 1911، وتوفي في 18 أغسطس 2010 في كامبريدج في المملكة المتحدة.